# 柏田道夫
柏田 道夫（かしわだ みちお、1953年 - ）は、日本の脚本家、シナリオ講師、小説家。

## 人物
シナリオ・センターの講師も務める。青山学院大学文学部日本文学科卒業。
ストレス解消は映画観賞で、年間130〜150本の作品を映画館で観る。

## 作品

### 映画
- GOTH リストカット事件（2008年）作劇
- 武士の家計簿（2010年）脚本
- 武士の献立（2013年）脚本
- 島守の塔（2021年夏公開予定）脚本（五十嵐匠と共同脚本）

### テレビドラマ
- 大江戸事件帖 美味でそうろう（2015年12月4日- 5日、BS朝日）脚本[2]
  - 小説『矢立屋新平太版木帳』の映像化作品。

## 著書

### シナリオ作法
- 『月刊ドラマ別冊』 シリーズ（映人社）
  - エンタテイメントの書き方1（1999年、[3]）
  - エンタテイメントの書き方2（2001年、[4]）
  - エンタテイメントの書き方3（2012年、[5]）
  - 企画の立て方（2008年、[6] ）
- 『シナリオ教室シリーズ』
  - 1億人の 超短編シナリオ実践添削教室（2011年、言視舎、ISBN 978-4905369035）[注 1]
  - [超短編シナリオ]を書いて小説とシナリオをものにする本（2011年、言視舎 ISBN 978-4905369165）
  - 小説・シナリオ 二刀流 奥義（2015年、言視舎、ISBN 978-4865650419）
- シナリオの書き方 - 映画・TV・コミックからゲームまでの創作実践講座（2012年、映人社、ISBN 978-4871002318）

### 小説
- 桃鬼城伝奇（1995年、学習研究社、ISBN 978-4054005853[8] ）
  - 第2回歴史群像大賞を受賞
- 二万三千日の幽霊（1995年） 
  - 『甘美なる復讐 - 「オール読物」推理小説新人賞傑作選〈4〉』（1998年、文芸春秋、ISBN 978-4167217686）収録
  - 第34回オール讀物推理小説新人賞を受賞[1]。
- 疾風独楽 - つむじ風お駒事件帖（2000年、徳間書店、ISBN 978-4198611378）
- 水に映る - 江戸水景夜話（2002年、講談社、ISBN 978-4062112796）
- 武士の料理帖（2011年、毎日コミュニケーションズ、ISBN 978-4839938826）
- 矢立屋新平太版木帳（2015年、徳間書店、ISBN 978-4198940300 [9]

### コラム
- 月刊ドラマ - 「アカデミー受賞作に学ぶ作劇術」2011年現在連載中
- 公募ガイド

## 関連人物
- 湊かなえ[要出典]